# Paramelisa lophuroides
Paramelisa lophuroides là một loài bướm đêm thuộc phân họ Arctiinae, họ Erebidae.